# Olympische Sommerspiele 1976/Teilnehmer (Bolivien)
| Gelbes Symbol für Goldmedaillen mit stilisierten Olympischen Ringen | Graues Symbol für Silbermedaillen mit stilisierten Olympischen Ringen | Braundes Symbol für Bronzemedaillen mit stilisierten Olympischen Ringen |
| ------------------------------------------------------------------- | --------------------------------------------------------------------- | ----------------------------------------------------------------------- |
| —                                                                   | —                                                                     | —                                                                       |

Bolivien nahm an den Olympischen Sommerspielen 1976 im kanadischen Montreal mit einer Delegation von vier Sportlern (allesamt Männer) teil.

## Teilnehmer nach Sportarten

### Leichtathletik
- Lucio Guachalla
Marathon: 60. Platz

### Radsport
- Marco Soria
Straßenrennen, Einzel: DNF
1000 Meter Zeitfahren: 26. Platz

### Reiten
- Roberto Nielsen-Reyes
Springreiten, Einzel: DNF

### Schießen
- Jaime Sánchez
Freie Scheibenpistole: 39. Platz